# Laboratório Aberto de Física Nuclear

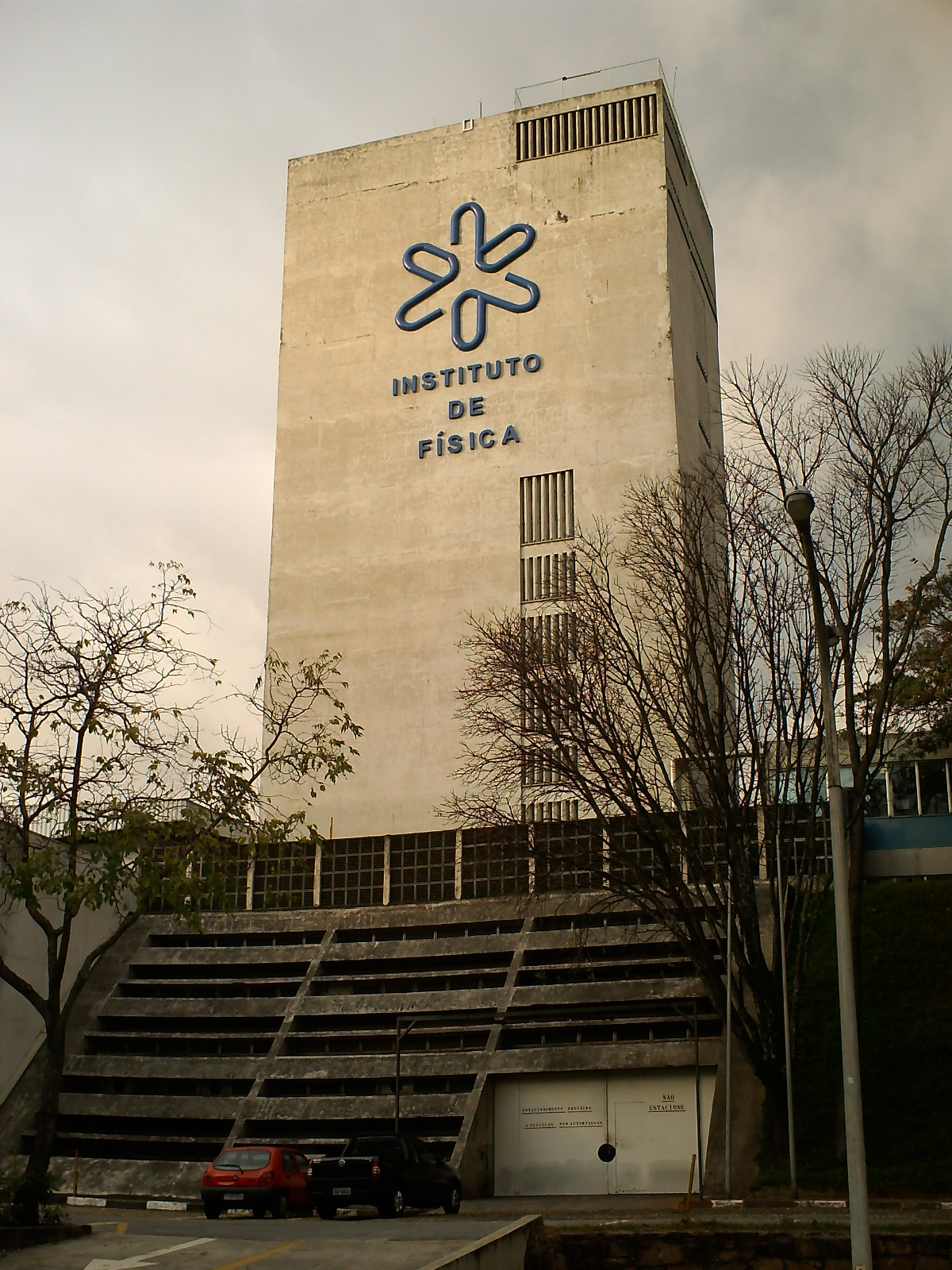
Torre do acelerador de partículas Pelletron, do Laboratório Aberto de Física Nuclear (IF-USP)

O Laboratório Aberto de Física Nuclear (LAFN) é uma unidade de pesquisa do Instituto de Física da USP e está localizado na Cidade Universitária Armando de Salles Oliveira na cidade de São Paulo.

## História
O Laboratório estruturado no final da década de 1990 com o objetivo de permitir a participação de usuários de outras instituições no Brasil e do exterior. É o maior centro de pesquisas em física nuclear do Brasil com ampla participação de alunos e pesquisadores e produção regular de várias teses de mestrado e doutorado.

## Equipamentos
O laboratório opera dois aceleradores nucleares tipo Pelletron de fabricação da empresa norte-americana National Electrostatics Corporation, o primeiro deles instalado em 1972 com capacidade para gerar tensões da ordem de 8 MV.
Opera também um equipamento gerador de núcleos exóticos identificado como Ribras (do inglês Radiaoctive Ion Beams in Brasil).